# Pogonostoma rugosoglabrum
Pogonostoma rugosoglabrum is een keversoort uit de familie van de loopkevers (Carabidae). De wetenschappelijke naam van de soort is voor het eerst geldig gepubliceerd in 1923 door W.Horn.